# Microlepidoptera

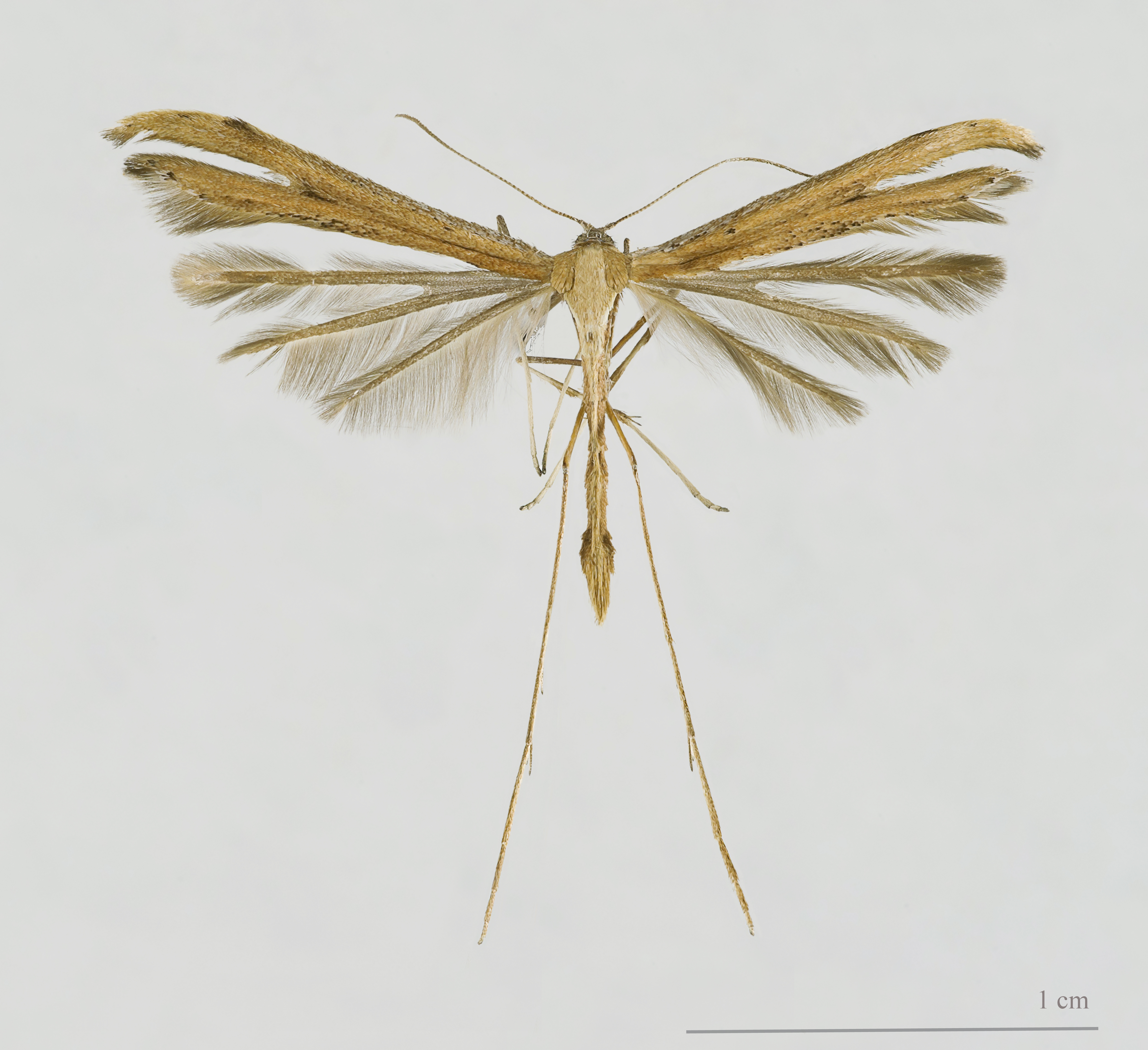
De windevedermot behoort tot de microlepidoptera

Microlepidoptera, soms microvlinders, kleine vlinders of kortweg micro's genoemd, is een soortgroep die grofweg de kleine vlinders omvat, tegenover macrolepidoptera voor grote vlinders.
De term microlepidoptera is informeel, heeft geen taxonomische rang en er wordt geen monofyletische groep mee aangeduid. In de praktijk wordt de verdeling echter vaak toch gemaakt. Zo kent de Nederlandse Entomologische Vereniging aparte secties voor macro's en micro's, en is er voor macro's een andere website (Vlindernet) dan voor micro's (Microlepidoptera.nl). De verdeling in groot en klein moet niet te strikt genomen worden - er zijn macro's die een stuk kleiner zijn dan bepaalde micro's.
Alle families die niet tot de macrolepidoptera behoren, behoren tot de microlepidoptera. De volgende superfamilies zijn daarvan de belangrijkste (lijst is niet volledig):
- Gelechioidea
- Pyraloidea
- Tortricoidea
- Tineoidea
- Gracillarioidea
- Nepticuloidea
- Yponomeutoidea
- Pterophoroidea
- Alucitoidea
- Thyridoidea
- Incurvarioidea
- Choreutoidea
- Micropterigoidea
- Eriocranioidea
- Copromorphoidea
- Epermenioidea

De Zygaenoidea, Sesioidea en Cossoidea horen officieel tot de micro's, maar worden vanwege hun grootte toch vaak tot de macro's gerekend. Door de niet-officiële status wordt hier verschillend mee omgegaan.